# Heterandrium uniannulatum
Heterandrium uniannulatum är en stekelart som beskrevs av Mayr 1885. Heterandrium uniannulatum ingår i släktet Heterandrium och familjen fikonsteklar. Inga underarter finns listade i Catalogue of Life.